# 福田慎一
福田 慎一（ふくだ しんいち、1960年 - ）は、日本の経済学者。専門は、金融論・国際金融論・マクロ経済学。主として複雑系経済学。東京大学大学院経済学研究科教授、東京大学先端科学技術研究センター教授、日本金融学会会長。

## 来歴
1960年、石川県金沢市出身。金沢大学附属高等学校、東京大学経済学部を経て、東京大学大学院経済学研究科第2種博士課程に進学。1989年にイエール大学Ph.D（博士 (経済学)）。その後、横浜国立大学助教、一橋大学助教などを経て、1996年より東京大学大学院経済学研究科教授。2021年からは東京大学先端科学技術研究センター教授を兼務。また、2016年から2018年まで、東京経済研究センター代表理事を務めた。2013年より「Journal of the Japanese and International Economies」編集長、2018年より「Japan and the World Economy」編集長。

## 人物
東京大学時代の指導教官は浜田宏一（イエール大教授）、イエール大での指導教官はヌリエル・ルービニ現ニューヨーク大学教授。東京大学経済学部では、長年にわたり「金融」という学部生向けの基礎的な講義を受け持つ。日本金融学会会長。

## 著書

### 単著
- 『価格変動のマクロ経済学』（東京大学出版会, 1995年）
- 『金融論　市場と経済政策の有効性』（有斐閣、2013年、新版2020年）
- 『「失われた20年」を超えて (世界のなかの日本経済：不確実性を超えて)』（NTT出版、2015年）
- 『21世紀の長期停滞論: 日本の「実感なき景気回復」を探る』(平凡社新書、2018年）

### 共著
- （照山博司）『マクロ経済学・入門』（有斐閣, 1996年／第2版, 2001年／第3版, 2005年／第4版, 2011年／第5版、2016年）
- （照山博司）『演習式　マクロ経済学・入門 補訂版』（有斐閣, 2013年）

### 編著
- 『日本の長期金融』（有斐閣, 2003年）
- 『金融システムの制度設計 -- 停滞を乗り越える,歴史的,現代的,国際的視点からの考察』（有斐閣、2017年）
- 『検証 アベノミクス「新三本の矢」: 成長戦略による構造改革への期待と課題』（東京大学出版会、2018年）
- 『技術進歩と日本経済』（東京大学出版会、2020年）
- 『コロナ時代の日本経済: パンデミックが突きつけた構造的課題』（東京大学出版会、2022年）

### 共編著
- （浅子和美・吉野直行）『現代マクロ経済分析――転換期の日本経済』（東京大学出版会, 1997年）
- （堀内昭義・岩田一政）『マクロ経済と金融システム』（東京大学出版会, 2000年）
- （浅子和美）『景気循環と景気予測』（東京大学出版会, 2003年）
- （粕谷宗久）『日本経済の構造変化と経済予測――経済変動のダイナミズムを読む』（東京大学出版会, 2004年）
- （西村和雄）『非線形均衡動学――不決定性と複雑性』（東京大学出版会, 2004年）
- （小川英治）『国際金融システムの制度設計――通貨危機後の東アジアへの教訓』（東京大学出版会, 2006年）
- （寺西重郎・奥田英信・三重野文晴）『アジアの経済発展と金融システム』（東洋経済新報社, 2007年）
- （櫻川昌哉）『なぜ金融危機は起こるのか: 金融経済研究のフロンティア』（東洋経済新報社、2013年）

## 受賞・栄典
- 1995年 - 日経・経済図書文化賞
- 2008年 - 景気循環学会中原奨励賞
- 2009年 - 日本経済学会・石川賞
- 2012年 - 全国銀行学術研究振興財団・財団賞
- 2021年 - 紫綬褒章[5][6]